# الکساندرا ناجی
الکساندرا ساویور مک درموت (زاده ۱۴ ژوئن ۱۹۹۵) یک خواننده و ترانه‌سرای آمریکایی است که اصالتاً اهل پورتلند، اورگان است. او اولین بار در ۱۷ سالگی در سال ۲۰۱۲ پس از ستایش توسط کورتنی لاو، که ویدیویی از اجرای ناجی آهنگ‌های کاور آپلود شده در یوتیوب را مشاهده کرد، مورد توجه عموم قرار گرفت.
الکساندرا ناجی مدت کوتاهی پس از فارغ‌التحصیلی از دبیرستان در سال ۲۰۱۳، حرفه موسیقی را در لس آنجلس دنبال کرد و در اواخر همان سال با کلمبیا رکوردز قرارداد امضا کرد، پس از آن شروع به ضبط با تهیه‌کنندگان جیمز فورد و الکس ترنر کرد. اولین آلبوم استودیویی او، بلادونا غم، در ۷ آوریل ۲۰۱۷ منتشر شد.
الکساندرا ساویور مک درموت در ۱۴ ژوئن ۱۹۹۵ در پورتلند، اورگان متولد شد. مادرش زمانی که ساویور را باردار بود، به سرطان دهانه رحم مبتلا شد، اما در دوران بارداری او درمان شد. به دلیل این اتفاق، پدرش «نجات» را به عنوان نام میانی انتخاب کرد.
ناجی در حومه پورتلند ونکوور، واشینگتن بزرگ شد. در سن ۱۲ سالگی، والدینش طلاق گرفتند و پدرش به نیواورلئان، لوئیزیانا نقل مکان کرد. او برای اولین بار در ۱۴ سالگی تا حدی با الهام از برادر بزرگترش که او نیز موسیقیدان بود به ترانه‌سرایی علاقه‌مند شد. ساویور با گوش دادن به آهنگ‌های روح و گرانج توسط هنرمندانی مانند پرل جم، اوتیس ردینگ و جیمی هندریکس بزرگ شد. او در نوجوانی به آهنگهای جک وایت، اتا جیمز و ولوت آندرگراوند نیز علاقه داشت. او از نوجوانی شروع به خواندن درس آواز کرد.